# Расстояние между прямыми
В данной статье рассматриваются две параллельные прямые на плоскости. Для параллельных прямых, расположенных не в одной плоскости, смотрите Скрещивающиеся прямые#расстояние.
Расстояние между двумя прямыми линиями на плоскости — это наименьшее расстояние между любыми двумя точками, лежащими на этих прямых. В случае пересекающихся линий расстояние между ними равно нулю, потому что минимальное расстояние между ними равно нулю (в точке пересечения), в то время как в случае двух параллельных линий это перпендикуляр — расстояние от точки на одной прямой к другой прямой.

## Формулы и доказательства
Если линии параллельны, то расстояние между ними — это постоянная величина, так что не важно, какая точка выбрана, чтобы измерить расстояние. Даны уравнения двух параллельных линий
{\displaystyle y=mx+b_{1}\,}
{\displaystyle y=mx+b_{2}\,,}
расстояние между двумя параллельными прямыми — это расстояние между двумя точками пересечения этих линий с перпендикуляром
{\displaystyle y=-x/m\,.}
Это расстояние может быть найдено при решении системы линейных уравнений
{\displaystyle {\begin{cases}y=mx+b_{1}\\y=-x/m\,,\end{cases}}}
и
{\displaystyle {\begin{cases}y=mx+b_{2}\\y=-x/m\,,\end{cases}}}
чтобы получить координаты точек пересечения. Определяем координаты точки пересечения
{\displaystyle \left(x_{1},y_{1}\right)\ =\left({\frac {-b_{1}m}{m^{2}+1}},{\frac {b_{1}}{m^{2}+1}}\right)\,,}
и
{\displaystyle \left(x_{2},y_{2}\right)\ =\left({\frac {-b_{2}m}{m^{2}+1}},{\frac {b_{2}}{m^{2}+1}}\right)\,.}
Расстояние между точками
{\displaystyle d={\sqrt {\left({\frac {b_{1}m-b_{2}m}{m^{2}+1}}\right)^{2}+\left({\frac {b_{2}-b_{1}}{m^{2}+1}}\right)^{2}}}\,,}
которое можно сократить, как
{\displaystyle d={\frac {|b_{2}-b_{1}|}{\sqrt {m^{2}+1}}}\,.}
Если известны уравнения прямых в декартовой системе координат, то можно их записать:
{\displaystyle ax+by+c_{1}=0\,}
{\displaystyle ax+by+c_{2}=0,\,}
где расстояние между прямыми можно записать так
{\displaystyle d={\frac {|c_{2}-c_{1}|}{\sqrt {a^{2}+b^{2}}}}.}